# 11006 Ґілсон
11006 Ґілсон (11006 Gilson) — астероїд головного поясу, відкритий 9 жовтня 1980 року.
Тіссеранів параметр щодо Юпітера — 3,670.